# Kepler-1649
Kepler-1649 là một ngôi sao lùn đỏ thuộc loại quang phổ M5V với bán kính 0,232 Bán kính Mặt Trời, khối lượng 0,198 Khối lượng Mặt Trời và kim loại là -0,15 [Fe/H].

## Hệ hành tinh
Hai hành tinh được xác nhận là quay quanh ngôi sao: Kepler-1649b và Kepler-1649c. Kepler-1649b tương tự như Sao Kim, trong khi Kepler-1649c là một ngoại hành tinh có khả năng sinh sống được tương tự như Trái đất, với ESI cao thứ 5 tính đến tháng 12 năm 2020.
| Thiên thể đồng hành (thứ tự từ ngôi sao ra) | Khối lượng | Bán trục lớn (AU) | Chu kỳ quỹ đạo (ngày) | Độ lệch tâm | Độ nghiêng        | Bán kính        |
| ------------------------------------------- | ---------- | ----------------- | --------------------- | ----------- | ----------------- | --------------- |
| b                                           | —          | 00514±00028       | 8689099±0000025       | —           | 89150+0110 −0079° | 1017±0051 R🜨    |
| c                                           | —          | —                 | 1953527±000010        | —           | 89339±0056°       | 106+015 −010 R🜨 |